# Erannis unistrigata
Erannis unistrigata är en fjärilsart som beskrevs av Barend J. Lempke 1952. Erannis unistrigata ingår i släktet Erannis och familjen mätare. Inga underarter finns listade i Catalogue of Life.